# Làm theo năng lực, hưởng theo nhu cầu
"Làm theo năng lực, hưởng theo nhu cầu" là một khẩu hiệu được phổ biến bởi Karl Marx trong văn kiện Phê phán Cương lĩnh Gotha năm 1875 của ông. Đây là nguyên tắc cho phép sự phân phối tự do về hàng hóa, của cải và dịch vụ. Theo quan điểm chủ nghĩa Marx, sự sắp xếp như vậy có thể đạt được nhờ nguồn sản phẩm và dịch vụ dồi dào mà một xã hội cộng sản có thể sản xuất được; theo ý tưởng này thì với sự phát triển toàn diện của nền sản xuất xã hội và lực lượng sản xuất tự do, mọi nhu cầu của tất cả mọi người sẽ đều được đáp ứng.